# De Topper
Mecze pomiędzy Ajaxem i PSV Eindhoven zwane De Topper to jedna z największych piłkarskich rywalizacji w lidze holenderskiej.

## Statystyka meczów
| Mecze | Zwycięstwa Ajaxu | Remisy | Zwycięstwa PSV | Bilans bramkowy                |
| ----- | ---------------- | ------ | -------------- | ------------------------------ |
| 130   | 56               | 23     | 53             | 224-214 (+10 na korzyść Ajaxu) |